# Miha Zajc
Miha Zajc (ur. 1 lipca 1994 w Šempeter pri Gorici) – słoweński piłkarz grający na pozycji pomocnika w Fenerbahçe SK.

## Statystyki kariery

### Reprezentacyjne
(aktualne na dzień 17 listopada 2023)
| Reprezentacja | Rok     | Występy | Gole |
| ------------- | ------- | ------- | ---- |
| Słowenia      | 2016    | 3       | 0    |
| Słowenia      | 2018    | 8       | 3    |
| Słowenia      | 2019    | 8       | 2    |
| Słowenia      | 2020    | 3       | 0    |
| Słowenia      | 2021    | 7       | 2    |
| Słowenia      | 2022    | 6       | 1    |
| Słowenia      | 2023    | 4       | 0    |
| Ogólnie       | Ogólnie | 39      | 8    |

## Sukcesy

### Olimpija Ljubljana
- PrvaLiga: 2015/16

### Empoli
- Serie B: 2016/17

### Fenerbahce
- Puchar Turcji: 2022/23[1]